# Анна фон Саксония-Витенберг († 1327)
Вижте пояснителната страница за други личности с името Анна Саксонска.
Анна фон Саксония-Витенберг († 22 ноември 1327, Визмар) от род Аскани, е принцеса от Саксония-Витенберг и чрез женитби маркграфиня на Майсен и княгиня на Мекленбург.

## Произход
Тя е дъщеря на курфюрст и херцог Албрехт II фон Саксония-Витенберг (1250 – 1298) и съпругата му Агнес фон Хабсбург (1257 – 1322), дъщеря на римско-немския крал Рудолф I Хабсбург (1218 – 1291) и първата му съпруга Гертруда фон Хоенберг (1225 – 1281) и сестра на римско-немския крал Албрехт I (1255 – 1308).

## Фамилия
Първи брак: на 8 август 1308 в Майсен с маркграф Фридрих „Сакатия“ фон Майсен (1293 – 1315), син на Фридрих I фон Майсен.
Втори брак: на 6 юли 1315 г. в Дьомиц с херцог Хайнрих II „Лъвът“ фон Мекленбург (1266 – 1329). Тя е втората му съпруга. Те имат децата:
- Хайнрих (1316 – 1321)
- Анастасия (1317 – 1321)
- Албрехт II Велики, господар на Мекленбург, и от 1348 г. първият херцог на Мекленбург
- Агнес (1320 – 1340), ∞ 6 януари 1338 г. за Николаус III, господар на Верле-Гюстров
- Йохан I (IV), господар на Мекленбург, 1348 херцог на Мекленбург-Щаргард (1329 – 1392)
- Беатрикс (1324 – 1399), абатиса в манастир Рибниц (1348 – 1395)